# Vita Sackville-West
Vita Sackville-West, właśc. Victoria Mary Sackville-West (ur. 9 marca 1892 w Sevenoaks, zm. 2 czerwca 1962 w Sissinghurst) – angielska poetka, pisarka, ogrodniczka. 
Była jedyną córką Lionela Edwarda Sackville-West (1867–1928) i Victorii Josefy Dolores Cataliny Sackville-West (1862–1936). W 1913 poślubiła Harolda Nicholsona. W 1914 urodziła pierwszego syna, Lionela Benedicta. W 1915 drugi syn urodził się martwy. Natomiast w 1917 urodził się jej trzeci syn, Nigel Nicolson. Znana była ze swojego nietypowego arystokratycznego życia oraz związków z kobietami, m.in. Violet Trefusis i Virginią Woolf. Do jej ważniejszych dzieł należy poemat liczący dwa i pół tysiąca wersów, The Land, poświęcony jej partnerce, poetce Dorothy Wellesley.

## Poezje
- Poems of West and East (1917)
- Orchard and Vineyard (1921)
- The Land (1927)[2]
- The Garden (1946)[2]

## Powieści
- Heritage (1919)
- Challenge (1923)
- The Edwardians (1930)
- All Passion Spent (1931, polskie wydanie: "Czytelnik", Warszawa 1982 jako "Wygasłe namiętności")
- The Dark Island (1934)
- Grand Canyon (1942)